# Sainte-Colombe (Lot)
Sainte-Colombe település Franciaországban, Lot megyében. Lakosainak száma 234 fő (2022. január 1.). Sainte-Colombe Cardaillac, Labathude, Montet-et-Bouxal, Prendeignes, Sabadel-Latronquière és Saint-Bressou községekkel határos.

## Népesség
A település népessége az elmúlt években az alábbi módon változott:
| Lakosok száma | 288  | 220  | 207  | 143  | 201  | 202  | 208  | 221  | 227  | 234  |
|               | 1968 | 1982 | 1990 | 2006 | 2013 | 2015 | 2017 | 2019 | 2020 | 2022 |